# Grzegorz Żołędziowski
Grzegorz Żołędziowski (* 7. Januar 1980 in Oława) ist ein ehemaliger polnischer Radrennfahrer, der im Straßenradsport aktiv war.

## Sportlicher Werdegang
Grzegorz Żołędziowski begann seine Karriere 2001 bei dem polnischen Radsportteam Legia. 2004 wurde er Zweiter bei dem Eintagesrennen Puchar Ministra Obrony Narodowej, das er im nächsten Jahr gewann. 2006 wechselte er zu DHL-Author, wo er Fünfter der Gesamtwertung bei der Bałtyk-Karkonosze Tour wurde. 2007 und 2008 fuhr Żołędziowski für das polnische Continental Team CCC Polsat-Polkowice. 2007 fuhr er mehrere Podiumsplatzierungen ein: er gewann die vierte Etappe beim Flèche du Sud und wurde Zweiter beim Grand Prix Hydraulika, beim Pomorski Klasyk und auf der ersten Etappe von Szlakiem Walk Majora Hubala kam er jeweils als Dritter in Ziel. 2008 blieb er ohne nennenswerte Ergebnisse.
Nach der Saison 2008 beendete Żołędziowski im Alter von 28 Jahren seine Karriere als Radrennfahrer.

## Erfolge
2005
- Puchar Ministra Obrony Narodowej

2007
- eine Etappe Flèche du Sud

## Teams
- 2001 Legia
- 2002 Legia
- 2003 Legia
- 2004 Legia Bazyliszek-Sopro
- 2005 Legia-Bazyliszek
- 2006 DHL-Author
- 2007 CCC Polsat-Polkowice
- 2008 CCC Polsat-Polkowice